# Јинце
Јинце (чеш. Jince) је насељено мјесто са административним статусом варошице (чеш. městys) у округу Прибрам, у Средњочешком крају, Чешка Република.

## Становништво
Према подацима о броју становника из 2014. године насеље је имало 2.255 становника.